# Madonna van Pompeikerk

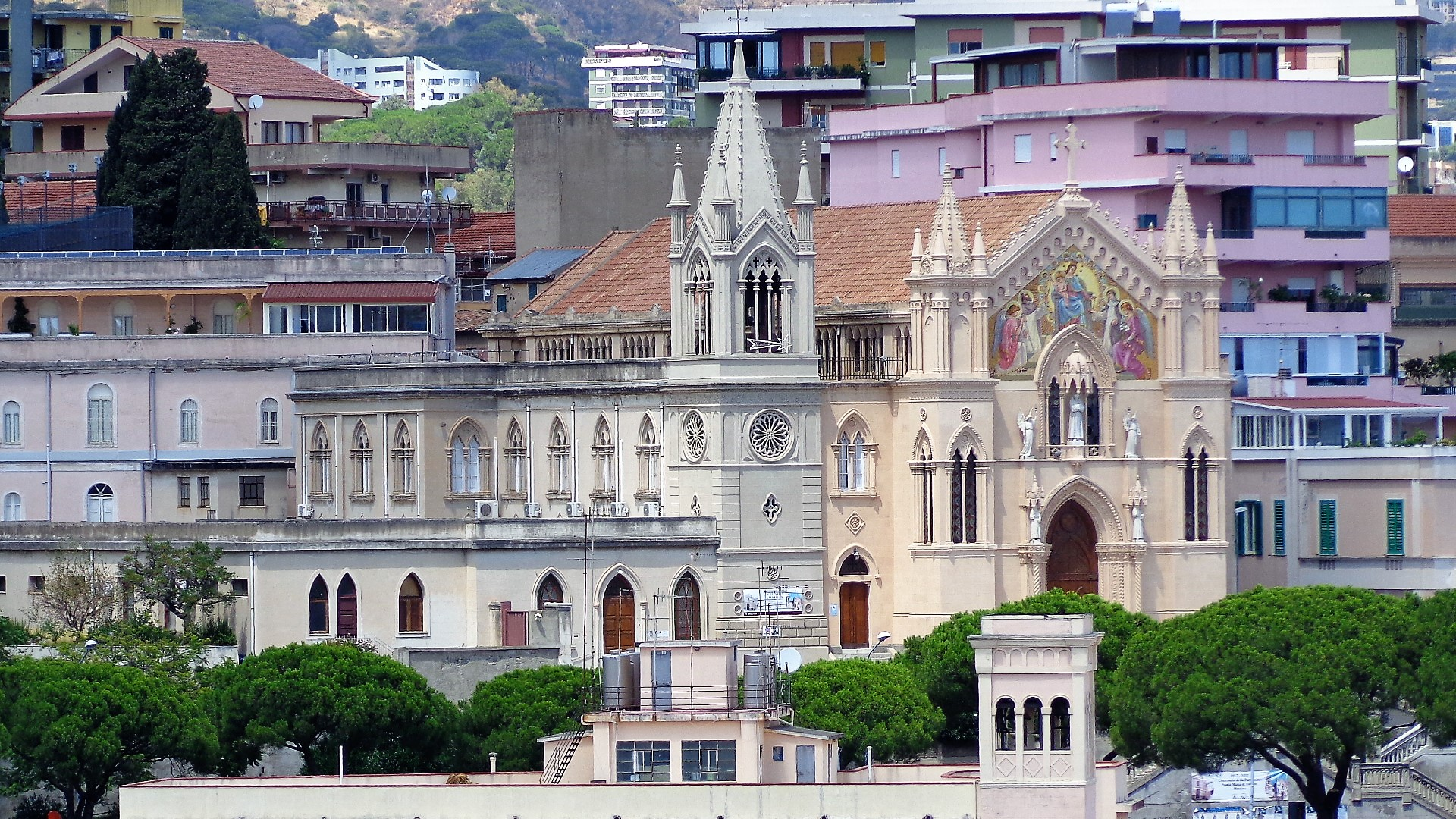
Madonna van Pompeikerk met klooster in Messina

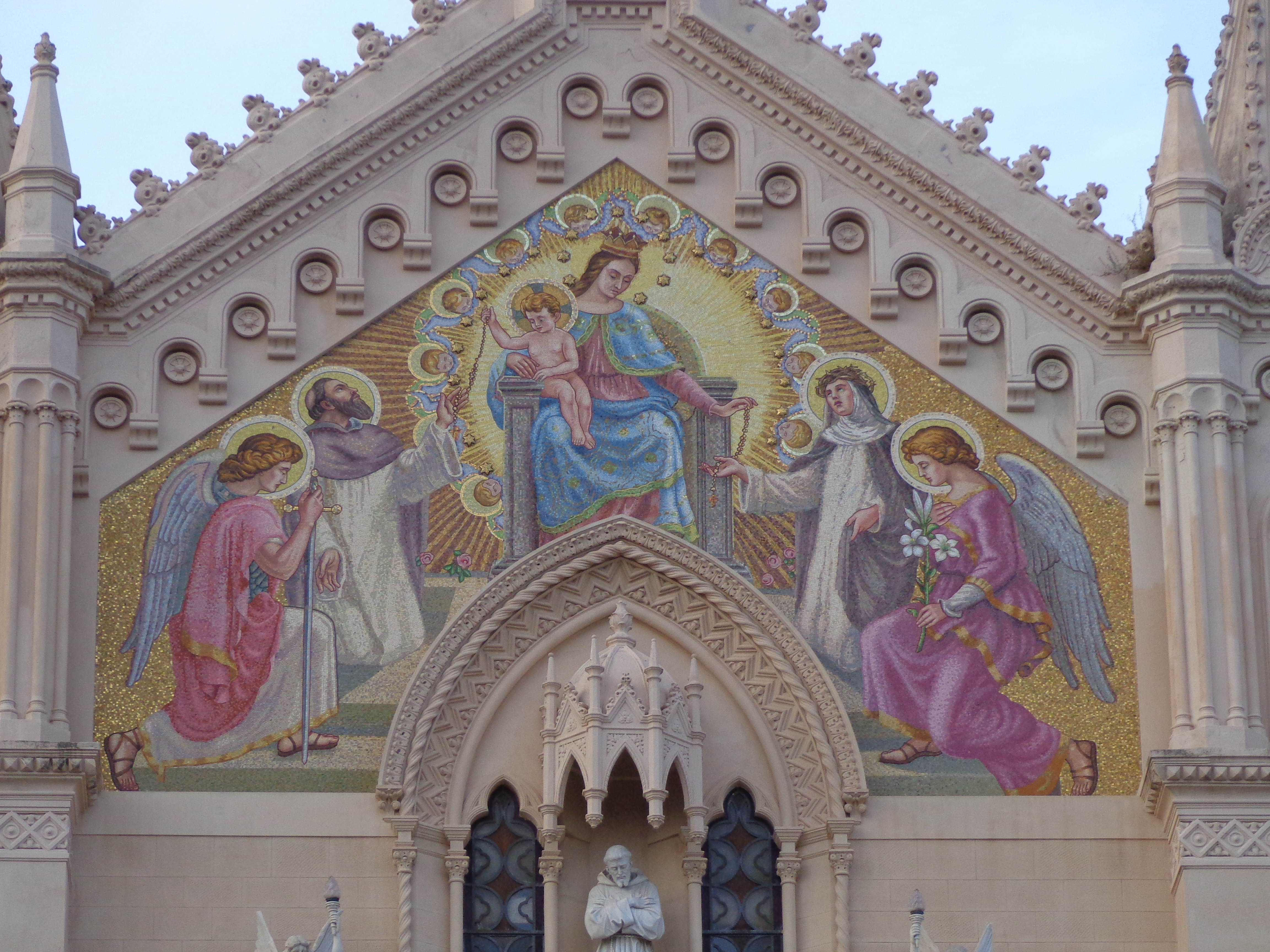
Mozaïek met de Madonna van Pompei

De Madonna van Pompeikerk staat in Messina, een havenstad in Sicilië. De kerk is de kloosterkerk van de kapucijnen aldaar.

## Historiek
De kapucijnen wonen sinds 1533 in Messina, en dit op meerdere plekken in de stad. Straatnamen zoals Via dei Cappuccini, Poggio Cappucini en dergelijke herinneren hieraan. Het jonge koninkrijk Italië schafte het klooster af in 1866. De grote collectie boeken verhuisde naar de universiteitsbibliotheek.
In 1877 kocht Giambattista da Francaville een terrein op de heuvel Oliveto. Een nieuw klooster verrees in 1888 met een kerk toegewijd aan de Madonna van de Rozenkrans; zij wordt aanbeden in Pompei, nabij Napels.
De aardbeving van 1908 vernielde alles; acht kapucijnen kwamen om. 
In 1917 verrees het klooster opnieuw, onder leiding van ingenieur Trifletti, doch het werd in 1943 vernietigd door Britse en Amerikaanse bombardementen. 
Na de Tweede Wereldoorlog werden het klooster en de Santa Maria di Pompeikerk heropgebouwd; de stijl was neobarok en neogotiek. De architect was Filippo Rovigo. In het jaar 1951 werd ze ingewijd. De Romeinse Curie erkende de kerk als Mariale bedevaartskerk (1959). De kapucijnen hebben in Messina de bijnaam ‘de broeders van Pompei’.

## Beschrijving
Aan de kerkpoort is er een breed uitzicht op de Straat van Messina. De buitengevel toont een mozaïek die de Madonna van de Rozenkrans van Pompei uitbeeldt. Het Kind Jezus geeft een rozenkrans aan de heilige Dominicus Guzmán. Maria geeft een rozenkrans aan de heilige Catharina van Siena. Een sterrenkrans omringt beide figuren.
Binnen, boven het hoogaltaar, hangt centraal een schilderij met hetzelfde thema.